# おもしろGP喜利王
『おもしろGP喜利王』（おもしろグランプリぎりキング）は、MBSラジオで2005年10月9日から2006年3月26日まで放送された、ラジオ番組である。
なお放送開始・終了日などはあくまで暦日で表記しているため、注意のこと。

## 概要
毎日放送55周年記念特別番組として企画された、バッファロー吾郎の2人がパーソナリティーで4人の芸人をゲストに呼び大喜利で対決させる番組。大喜利のルール等は木村明浩が主催するダイナマイト関西がベースとなっている。放送時間は毎週日曜日（土曜深夜）1時30分からの30分。決勝の模様のみは1時00分からの1時間放送を2回行った。また、2006年1月2日には「おもしろGP! 喜利王・新春スペシャルマッチ」としてエキシビションマッチが放送された。また、毎回オープニングには桂米朝による番組の趣旨に対してのコメントが流された。

## ルール
- 4人が音で聞く大喜利で対戦。BGM問題やラップ問題、替え歌問題などラジオならではの問題が多い。
- 発表されたお題に対して芸人の答えを5人の審査員が1ギリーを1ポイントとして判定（一つの答に対して、最高5ギリーを獲得することが出来る。）ちなみに、その答えが1ギリーも獲得できなかった場合、なにもないということで浜村淳[1] による「シーン」の肉声が流れる。
- 55ギリー獲得時点で勝利、その回の「喜利王」となる。（制限時間がくればその時点で多いのが勝者）
- 同じギリーの獲得が2以上いる場合サドンデスで新たなお題で一問一答で再度対決（審査委員は必ず誰か1名にギリーを与える。）
- 強制問題はすべての芸人が答えなければならない。
- 毎月最終週には、その月に選出された喜利王3名とシード選手1名の4名で準決勝大会を公開収録で行う。準決勝大会での優勝者がその月の喜利王となり、ファイナル大会への出場が認められる。
- 3月第一週には敗者復活戦が行われ、ファイナル進出者が1名選出される。
- ファイナル大会は4名の対戦を2回行い、それぞれの回のギリー獲得上位2名が決勝戦へと進出する。また、そのファイナル大会にはラップ問題出題者としてデリカテッセンが登場した。

## 大喜利挑戦者
- 和田友徳（ヘッドライト、吉本興業）
- 長田融季（りあるキッズ、吉本興業）
- 川島明（麒麟、吉本興業）
- ハチミツ二郎（東京ダイナマイト、オフィス北野）
- 安田善紀（りあるキッズ、吉本興業）
- 八木真澄（サバンナ、吉本興業）
- 西野恭之介（チョップリン、松竹芸能）
- ウーイェイよしたか（スマイル、吉本興業）
- 藤井輝雄（しましまんず、吉本興業）
- 田村裕（麒麟 、吉本興業）
- 白川悟実（$10、吉本興業）
- 高橋茂雄（サバンナ、吉本興業）敗者復活でファイナル大会進出
- てつじ（シャンプーハット、吉本興業）
- 木下隆行（T・K・O、松竹芸能）
- 浅越ゴエ（ザ・プラン9、吉本興業）
- 兵動大樹（矢野・兵動、吉本興業）
- 矢野勝也（矢野・兵動、吉本興業）
- 小籔千豊（吉本興業）
- 西森洋一（にのうらご、吉本興業）
- ノブ（千鳥、吉本興業）
- 小出水（シャンプーハット、吉本興業）
- 大悟（千鳥、吉本興業）
- 馬場園梓（アジアン、吉本興業）
- 石野敦士（Over Drive、松竹芸能）
- 植村茂浩（DA-DA、松竹芸能）
- 後藤輝基（フットボールアワー、吉本興業）
- 岩尾望（フットボールアワー、吉本興業）12月度喜利王
- 原西孝幸（FUJIWARA、吉本興業）
- 木部信彦（ビッキーズ、吉本興業）
- 西田幸治（笑い飯、吉本興業）
- 城野克弥（野性爆弾、吉本興業）
- 中西茂樹（なすなかにし、松竹芸能）
- 哲夫（笑い飯、吉本興業）
- 川島邦裕（野性爆弾、吉本興業）
- 渡辺裕薫（シンデレラエキスプレス、松竹芸能）
- 須知裕雅（ビッキーズ、吉本興業）
- 中山功太（吉本興業）
- ヤナギブソン（ザ・プラン9、吉本興業）1月度喜利王
- 中川貴志（ランディーズ、吉本興業）
- 久保田和靖（とろサーモン、吉本興業）
- 渡辺鐘（ジャリズム、吉本興業）
- 那須晃行（なすなかにし、松竹芸能）
- 徳井義実（チュートリアル、吉本興業）2月度喜利王
- 隅田美保（アジアン、吉本興業）
- なだぎ武（ザ・プラン9、吉本興業）
- 友近（吉本興業）
- 福田充徳（チュートリアル、吉本興業）
- 山田大介（ストリーク、吉本興業）
- 小杉竜一（ブラックマヨネーズ、吉本興業）
- 木本武宏（T.K.O、松竹芸能）
- 吉田敬（ブラックマヨネーズ、吉本興業）
- なかやまきんに君（吉本興業）
- 石田明（NON STYLE、吉本興業)
- 水野透（リットン調査団、吉本興業）
- お〜い!久馬（ザ・プラン9、吉本興業）11月度喜利王
- 竹若元博（バッファロー吾郎、吉本興業）喜利王推薦選手としてファイナル大会のみ出場
- ケンドーコバヤシ（吉本興業）10月度喜利王・ファイナル大会優勝者

## おもしろGP! 喜利王・新春スペシャルマッチ参加者
- 木村明浩（バッファロー吾郎、吉本興業）
- 土肥ポン太（吉本興業）
- たむらけんじ（吉本興業）
- ハリウッドザコシショウ（SMA NEET Project）
- MC 浅越ゴエ（ザ・プラン9、吉本興業）